# مهدي بوجمعة
مهدي بوجمعة (بالفرنسية: Mehdi Boudjemaa)‏ هو لاعب كرة قدم فرنسي في مركز الوسط، ولد في 7 أبريل 1998 في سيرجي في فرنسا. لعب مع نادي غانغون.

## وصلات خارجية
- مهدي بوجمعة على موقع اتحاد تركيا (لاعب) (الإنجليزية)
- مهدي بوجمعة على موقع رابطة كرة القدم الفرنسية للمحترفين (الإنجليزية)
- مهدي بوجمعة على موقع قاعدة بيانات كرة القدم.إي يو (الإنجليزية)
- مهدي بوجمعة على موقع Soccerway.com (الإنجليزية)
- مهدي بوجمعة على موقع عالم كرة القدم.نت (الإنجليزية)
- مهدي بوجمعة على موقع GSA (الإنجليزية)